# NGC 6225
NGC 6225 (również PGC 59024 lub UGC 10556) – galaktyka eliptyczna (E-S0), znajdująca się w gwiazdozbiorze Herkulesa. Odkrył ją Lewis A. Swift 15 czerwca 1887 roku.